# Communauté de communes du Sud-Nivernais
La communauté de communes du Sud-Nivernais est une ancienne communauté de communes française, située dans le département de la Nièvre et la région Bourgogne-Franche-Comté.

## Composition
Lors de sa dissolution, elle était composée des communes suivantes :
| Nom                     | Code Insee | Gentilé       | Superficie (km2) | Population (dernière pop. légale) | Densité (hab./km2) |
| ----------------------- | ---------- | ------------- | ---------------- | --------------------------------- | ------------------ |
| Decize (siège)          | 58095      | Decizois      | 48,22            | 5 626 (2014)                      | 117                |
| Avril-sur-Loire         | 58020      | Avrilois      | 24,86            | 254 (2014)                        | 10                 |
| Champvert               | 58055      | Champivertins | 46,12            | 826 (2014)                        | 18                 |
| Cossaye                 | 58087      | Cossayais     | 51,17            | 759 (2014)                        | 15                 |
| Devay                   | 58096      | Devaysiens    | 12,08            | 517 (2014)                        | 43                 |
| Fleury-sur-Loire        | 58115      | Fleurissois   | 19,74            | 241 (2014)                        | 12                 |
| Lamenay-sur-Loire       | 58137      | Lamenayais    | 11,53            | 55 (2014)                         | 4,8                |
| Lucenay-lès-Aix         | 58146      | Lucenayais    | 55,05            | 999 (2014)                        | 18                 |
| La Machine              | 58151      | Machinois     | 17,95            | 3 397 (2014)                      | 189                |
| Saint-Germain-Chassenay | 58241      |               | 24,03            | 340 (2014)                        | 14                 |
| Saint-Léger-des-Vignes  | 58250      | Léogartiens   | 9,18             | 1 953 (2014)                      | 213                |
| Sougy-sur-Loire         | 58280      | Sougyçois     | 32,92            | 662 (2014)                        | 20                 |
| Thianges                | 58291      | Thiangeois    | 12,80            | 171 (2014)                        | 13                 |
| Verneuil                | 58306      |               | 26,86            | 314 (2014)                        | 12                 |

## Historique
La communauté de communes du Sud-Nivernais fut créée par arrêté préfectoral le 17 décembre 2002 pour une prise d'effet officielle au 1er janvier 2003. Elle regroupait alors cinq communes.
Elle est étendue au 1er janvier 2011 par adhésion des communes de Cossaye, Lamenay-sur-Loire, Lucenay-les-Aix. Elle regroupait alors huit communes.
Elle fusionne au 1er janvier 2016 avec la communauté de communes entre Loire et forêt tout en gardant le même nom et regroupe 14 communes.
Elle fusionne avec la communauté de communes Fil de Loire pour former la communauté de communes Sud Nivernais au 1er janvier 2017.
| Période                         | Identité          | Qualité |
| ------------------------------- | ----------------- | ------- |
| janvier 2003 ⇔ 31 décembre 2016 | Jean-Noël Le Bras |         |

## Activités économiques
- Anvis (pièces pour automobile)
- Bois et sciages de Sougy
- Décométal (matériel pour supermarchés)
- Élevage de Charolaises

## Sources
- Site officiel de la communauté de communes du Sud-Nivernais
- Le SPLAF (Site sur la Population et les Limites Administratives de la France)
- La base ASPIC